# Luis Felipe Martínez
Luis Felipe Martínez (* 26. Mai 1955) ist ein ehemaliger kubanischer Boxer.
Martínez war kubanischer Meister 1975, 1976 und 1978 im Mittelgewicht (-71 kg).
1974 gewann Martínez in Caracas die Silbermedaille der  Zentralamerika- und Karibikmeisterschaften. Bei den Olympischen Spielen 1976 gewann er nach Siegen über Fulgencio Obelmejias, Venezuela (5:0), Bernd Wittenburg, DDR (3:2), und Dragomir Vujković, Jugoslawien (5:0), und einer Halbfinalniederlage gegen Rufat Riskijew, Sowjetunion (3:2), die Bronzemedaille.
1977 gewann Martínez die Zentralamerika- und Karibikmeisterschaften in Panama-Stadt. Bei den Weltmeisterschaften im Jahr darauf erreichte er das Finale, das er gegen Wiktor Sawtschenko, Sowjetunion, mit 3:2 Punktrichterstimmen verlor.